# Міхаель Шихль
Міхаель Шихль (нім. Michael Schiechl; 29 січня 1989, м. Юденбург, Австрія) — австрійський хокеїст, центральний нападник. Виступає за «Ред Булл» (Зальцбург) в Австрійській хокейній лізі. 
Вихованець хокейної школи ХК «Цельтвег». Виступав за ХК «Цельтвег», «Грац 99-ерс», «Ред Булл» (Зальцбург).
У складі національної збірної Австрії учасник чемпіонату світу 2011. У складі молодіжної збірної Австрії учасник чемпіонатів світу 2007 (дивізіон I), 2008 (дивізіон I) і 2009 (дивізіон I). У складі юніорської збірної Австрії учасник чемпіонатів світу 2006 (дивізіон I) і 2007 (дивізіон I).
Досягнення
- Чемпіон Австрії (2010, 2011)
- Володар Європейського трофея (2012)
- Володар Континентального кубка (2010), срібний призер (2011).